# Tancua
Tancua est une ancienne commune française, située dans le département du Jura, et rattachée par décret le 1er janvier 2007 à la commune de Morbier.
Les habitants de Tancua s'appellent les Quewans.

## Histoire
- 1er janvier 2007 : Tancua est réunie à Morbier[2].

## Administration
| Période                                  | Période       | Identité      | Étiquette | Qualité |
| ---------------------------------------- | ------------- | ------------- | --------- | ------- |
| mars 2001                                | décembre 2006 | Aimé Thévenin |           |         |
| Les données manquantes sont à compléter. |               |               |           |         |

## Démographie
| 1793 | 1800 | 1806 | 1821 | 1831 | 1836 | 1841 | 1846 | 1851 |
| ---- | ---- | ---- | ---- | ---- | ---- | ---- | ---- | ---- |
| 205  | 219  | 219  | 200  | 211  | 222  | 213  | 205  | 190  |

| 1856 | 1861 | 1866 | 1872 | 1876 | 1881 | 1886 | 1891 | 1896 |
| ---- | ---- | ---- | ---- | ---- | ---- | ---- | ---- | ---- |
| 194  | 194  | 191  | 188  | 177  | 159  | 156  | 137  | 123  |

| 1901 | 1906 | 1911 | 1921 | 1926 | 1931 | 1936 | 1946 | 1954 |
| ---- | ---- | ---- | ---- | ---- | ---- | ---- | ---- | ---- |
| 123  | 178  | 303  | 120  | 116  | 93   | 87   | 86   | 120  |

| 1962 | 1968 | 1975 | 1982 | 1990 | 1999 | 2004 | - | - |
| ---- | ---- | ---- | ---- | ---- | ---- | ---- | - | - |
| 102  | 109  | 88   | 149  | 158  | 167  | 151  | - | - |